# The Charlie Brown and Snoopy Show
The Charlie Brown and Snoopy Show (A Turma do Charlie Brown ou O Programa de Charlie Brown e Snoopy no Brasil e O Espetáculo do Charlie Brown e do Snoopy em Portugal), também conhecida como Peanuts, é  uma série de televisão estadunidense baseada na série de banda desenhada de mesmo nome.

## Sinopse
Charlie Brown, é um menino generoso, de bom coração, mas tímido e desastrado, sempre apaixonado pela menina ruiva que nunca lhe dá atenção...
Snoopy, não é um cão de verdade, mas sim uma imagem do que as pessoas queriam que fosse um cão. Ele joga basebol, ténis, golfe, vê televisão e adora biscoitos de chocolate.
Lucy, mandona e egoísta, resolve tudo a gritar e arruina qualquer um com os seus comentários sarcásticos e desagradáveis.
Linus, é o irmão mais novo de Lucy e o melhor amigo de Charlie Brown. Tem um sério problema emocional e não larga o seu cobertor azul.
Shroeder, adorado por Lucy, é o artista do grupo. No seu pianinho de brincar ele executa grandes obras do seu ídolo Beethoven...
Eles e o seu grupo de amigos vivem as mais desconcertantes aventuras, que irão fazer as delícias de pequenos e graúdos...
Snoopy, Charlie Brown, Linus... eles são os "Peanuts", as personagens de animação mais famosas e populares do mundo inteiro!

## Ficha técnica
- Produção: Bill Melendez
- Criador: Charles M. Schulz